# Tăciunele zburător negru al orzului
Ustilago avenae (Christian Hendrik Persoon, 1801 ex Emil Rostrup, 1890) sin. Ustilago nigra (Victor Ferdinand Tapke, 1932), numit în popor tăciunele zburător negru al orzului, este o micoză din încrengătură Basidiomycota, ordinul Ustilaginales și familia Ustilaginaceae care atacă cerealele, mai ales orzul.

## Descriere

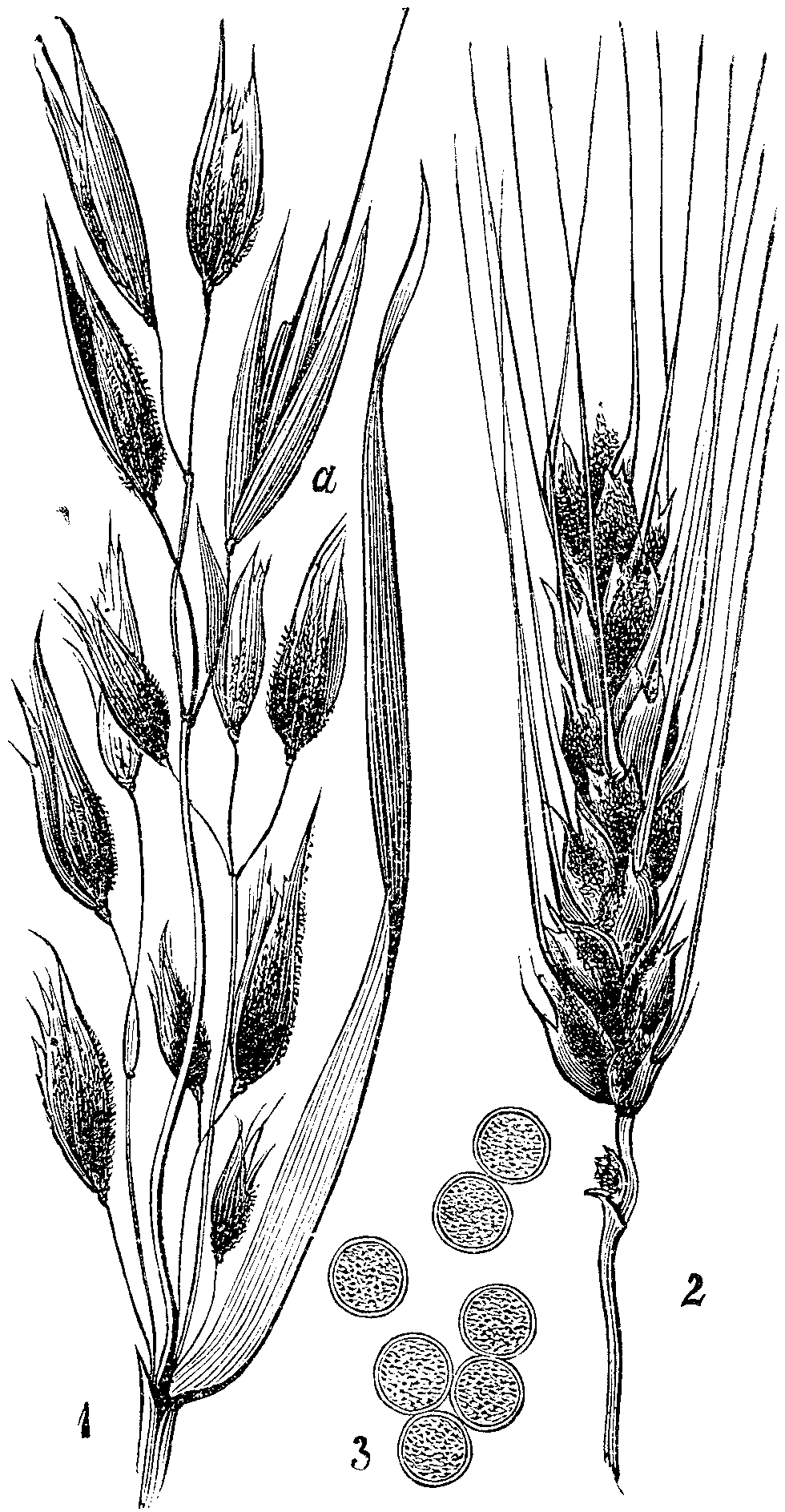

Miceliul secundar este dikariofit, intercelular, la început hialin, apoi de culoare negricioasă. Sporangii se află în  spicurile plantei, ovarele fiind complet distruse. Buretele apare rar de asemenea pe frunze. Masa sporilor este pulverulentă și de culoare brun-verzui închisă. Sporii sferici, scurt-ghimpoși sunt palid brun-verzui, fiind mai deschiși pe o parte. Mărimea lor este de 5-8 microni cu episporul fin echinulat.

## Biologia agent patogen (ciupercii)
Teliosporii își păstrează capacitatea germinativă pe parcursul a 18 luni. Temperatura optimă pentru germinare este de 18–20*C. Ca rezultat al germinării teliosporilor se formează bazidii dimere cu epibazidia fragmentată și 4 bazidiospori laterali, care prin înmugurire formează numeroase sporidii. Sporidiile copulează și formează micelii secundare care infectează plantulele de orz. Infecția este germinală și, prin aceasta, ciuperca Ustilago nigra se aseamănă cu Ustilago hordei. Au fost identificate rase fiziologice ale ciupercii Ustilago nigra, mai periculoasă fiind rasa 3.

## Patografia bolii
Semnele patografice devin vizibile din momentul înspicării. La plantele atacate toate părțile componente ale spicului, cu excepția rahisului și a aristelor, sunt distruse și transformate într-o masă pulverulentă de culoare brună, constituită din teliosporii agentului patogen. Deoarece simptomele macroscopice sunt foarte asemănătoare cu cele ale tăciunelui zburător al cerealelor (Ustilago tritici),deseori aceste boli pot fi confundate.